# 艾斯多夫
艾斯多夫（德語：Eisdorf，發音：[ˈaɪsdɔʁf]）是德国下萨克森州曾经的一个市镇，面积10.56平方千米，人口为人。2013年3月1日，艾斯多夫所属的哈茨山区巴特格伦德集合市镇解散，其与另外3个成员市镇并入市镇巴特格伦德。